# Segunda División Peruana 1992
La Segunda División Peruana 1992 fue la 40ª edición de este torneo de ascenso.
Para esta edición, la Federación Peruana de Fútbol estableció un plan de reestructuración del torneo, la Segunda División se convertiría en Zonal II y contaría con la presencia de doce clubes:
- Cuatro equipos provenientes de Zona Metropolitana del Campeonato Descentralizado 1991, que no lograron clasificarse al torneo de 1992: Unión Huaral, Internazionale, Deportivo AELU y Octavio Espinoza.

- Los seis mejores equipos del torneo de Segunda de 1991: Lau Chun, Deportivo Zúñiga (ex Defensor Rímac),[1] Guardia Republicana, Meteor Sport Club, Bella Esperanza y Defensor Kiwi.

- Dos equipos provenientes de la Copa Perú: Alcides Vigo de la Región IX (Provincia de Lima) y Sport Puerto Aéreo de la Región IV (Lima Provincias, Callao e Ica).

El Sistema de competición fue el siguiente: Los 12 equipos participantes se enfrentaron todos contra todos en dos ocasiones, una vez en cada campo, a lo largo de la temporada. El orden de los encuentros se decidió por sorteo antes de empezar la competición. El ganador de un partido obtuvo dos puntos, el perdedor no sumo unidades, y en caso de un empate hubo un punto para ambos. Sin embargo, Internazionale, anunció su retiro antes del comienzo del torneo porque no tenía equipo, jugándose así el torneo con 11 clubes.
En esta temporada Meteor participó fusionado con Lawn Tennis y Defensor Kiwi con Ciclista Lima.
Al término de la temporada, el equipo que más puntos obtuvo -Unión Huaral- se proclamó campeón de Segunda División y se clasificó para jugar la etapa final del Torneo Zonal, donde lograría el ascenso. Por otro lado, Sport Puerto Aéreo e Internazionale, ocuparon los últimos lugares y descendieron a su liga de origen.

## Ascensos y descensos 1991
| Posición | de Segunda División 1991 |
| -------- | ------------------------ |
| 01°      | Enrique Lau Chun         |
| 02°      | Deportivo Zúñiga         |
| 03°      | Guardia Republicana      |
| 04°      | Meteor                   |
| 05°      | Bella Esperanza          |
| 06°      | Defensor Kiwi            |

| Posición | del Descentralizado 1991 |
| -------- | ------------------------ |
| 9°       | Unión Huaral             |
| 10°      | Internazionale           |
| 11°      | A.E.L.U.                 |
| 12°      | Octavio Espinosa         |

| Posición  | del Campeonato Amateur 1991 |
| --------- | --------------------------- |
| Región IX | Alcides Vigo                |
| Región IV | Sport Puerto Aéreo          |

| Posición | al Campeonato Amateur 1992   |
| -------- | ---------------------------- |
| 07°      | Juan Mata                    |
| No Disp  | Lawn Tennis                  |
| No Disp  | Deportivo Enapu              |
| No Disp  | Aurora Miraflores - Cantolao |
| No Disp  | Juventud Progreso            |
| No Disp  | Walter Ormeño                |
| No Disp  | Juventud La Palma            |
| No Disp  | Sport Los Dinámicos          |
| No Disp  | Mercado Mayorista N° 1       |
| Retirado | Cosmos 2000                  |
| Retirado | Real Olímpico                |
| Retirado | Atlético Independiente       |

## Resultados
| Puesto | Equipo                      | PJ | PG | PE | PP | GF | GC | DG  | PTS. |
| ------ | --------------------------- | -- | -- | -- | -- | -- | -- | --- | ---- |
| 1      | Unión Huaral                | 22 | 14 | 8  | 0  | 43 | 13 | 30  | 36   |
| 2      | Defensor Kiwi-Ciclista Lima | 22 | 14 | 6  | 2  | 42 | 15 | 27  | 34   |
| 3      | Guardia Republicana         | 22 | 11 | 8  | 3  | 28 | 13 | 15  | 30   |
| 4      | Deportivo Zúñiga            | 22 | 12 | 3  | 7  | 27 | 18 | 9   | 27   |
| 5      | Bella Esperanza             | 22 | 9  | 8  | 5  | 30 | 19 | 11  | 26   |
| 6      | A.E.L.U.                    | 22 | 8  | 7  | 7  | 31 | 26 | 5   | 23   |
| 7      | Enrique Lau Chun            | 22 | 8  | 6  | 8  | 28 | 26 | 2   | 22   |
| 8      | Meteor-Lawn Tennis          | 22 | 7  | 8  | 7  | 27 | 27 | 0   | 22   |
| 9      | Alcides Vigo                | 22 | 7  | 6  | 9  | 28 | 36 | -8  | 20   |
| 10     | Octavio Espinoza            | 22 | 6  | 2  | 14 | 21 | 40 | -19 | 14   |
| 11     | Sport Puerto Aéreo          | 22 | 2  | 6  | 14 | 19 | 47 | -28 | 10   |
| 12     | Internazionale              | 22 | 0  | 0  | 22 | 0  | 44 | -44 | 0    |

|  | Grupo Final Torneo Zonal    |
|  | Descendido a Copa Perú 1993 |

|                        |
| Campeón                |
| Unión Huaral 1º título |